# Jason Kander

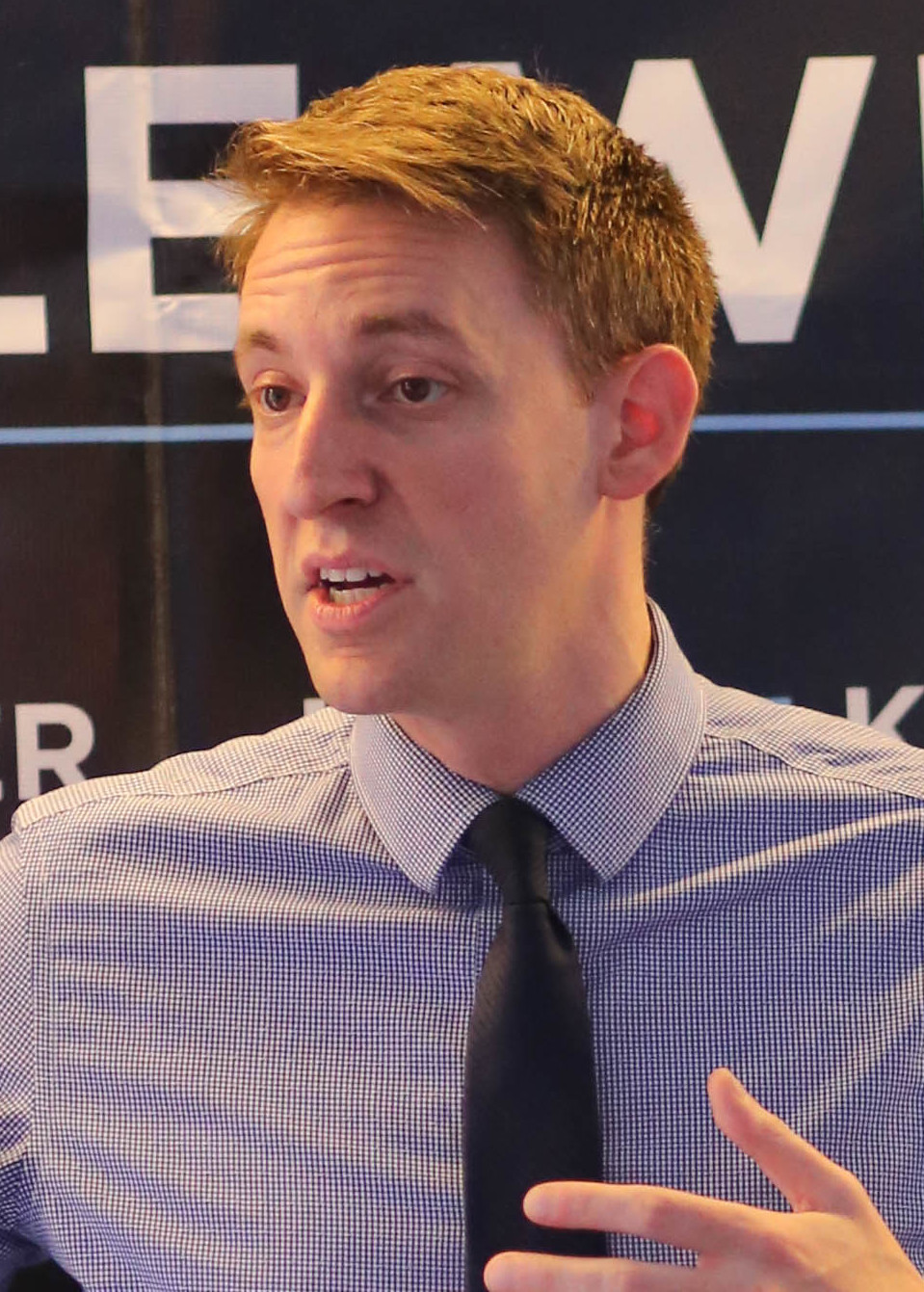
Jason Kander

Jason David Kander (* 4. Mai 1981 in Overland Park, Kansas) ist ein amerikanischer Politiker der Demokratischen Partei. Er gehörte ab 2009 dem Repräsentantenhaus von Missouri an, war dort von 2013 bis 2017 Secretary of State und 2016 Kandidat für den Senat der Vereinigten Staaten. Seine Kandidatur als Bürgermeister von Kansas City (Missouri) zog er 2018 aus gesundheitlichen Gründen zurück.

## Familie, Ausbildung und Beruf
Jason Kander ist der Sohn von Steven Kander und Janet geb. Secor und wuchs mit seinem jüngeren Bruder und mehreren Pflegegeschwistern in Shawnee (Kansas) auf, wo sein Vater 2001 als Bürgermeister kandidierte. Steven Kander war Polizist und machte sich später selbstständig, seine Mutter ist Bewährungshelferin für Jugendliche. Jason Kander ist der Neffe des Musikkomponisten John Kander. Kander gehört wie sein Vater dem Reformjudentum an. Viele seiner Vorfahren lebten seit dem 19. Jahrhundert im Mittleren Westen.
Kander studierte an der American University in Washington, D.C. und bewarb sich kurz nach den Terroranschlägen am 11. September 2001 bei der United States Army. Kander setzte sein Studium im Reserve Officer Training Corps an der Georgetown University fort. Nach seinem Studienabschluss siedelte er sich 2005 in Kansas City an und begann dort als Anwalt in der Kanzlei Barnes zu arbeiten. Als Hauptmann der Army National Guard war Kander 2006/07 Nachrichtenoffizier einer Infanterieeinheit im Afghanistankrieg. Ab 2007 war er Mitglied der Missouri National Guard.
Mit seiner Frau Diana, die aus der Sowjetunion ausgewandert ist, hat er einen Sohn. Die Familie ist jüdischen Glaubens. Sie lebten ab 2012 in Columbia, der Hauptstadt des Bundesstaates Missouri.

## Politische Laufbahn
Von 2009 bis 2013 war Kander Mitglied des Repräsentantenhauses von Missouri für den Distrikt 44, der einen Teil der Stadt Kansas City umfasst. Hauptthema Kanders in der State Legislature war die Reform der Wahlkampffinanzierung. Nachdem Robin Carnahan im Januar 2012 angekündigt hatte, nicht mehr anzutreten, kandidierte Kander bei der Wahl im November 2012 als Secretary of State des Bundesstaates. Er wurde mit knapp 49 Prozent der Stimmen gewählt und diente in diesem Amt von 2013 bis 2017.
Im Jahr 2016 war er in Missouri der Kandidat der Demokratischen Partei für die Wahl zum Senat der Vereinigten Staaten. Er verlor knapp mit 46,6 zu 49,2 Prozent gegen den amtierenden Roy Blunt und erreichte ein deutlich besseres Ergebnis als zeitgleich Hillary Clinton bei der Präsidentschaftswahl. Dabei gelang es ihm, trotz eines progressiven Wahlprogramms mit der Forderung nach einer allgemeinen Krankenversicherung selbst ländliche Gebiete zu gewinnen, die sonst kaum Demokraten wählen. Seine Kampagne wurde durch einen Fernsehspot berühmt, in dem er mit verbundenen Augen eine Schusswaffe zusammensetzte und damit Angriffe abwehrte, wegen der Forderung nach Überprüfungen vor Waffenverkäufen kein Verständnis für Waffenbesitzer zu haben.
Kander zog das Interesse von Aktivisten und vielen kleinen Spendern auf sich und wurde trotz der verlorenen Wahl für höhere Ämter gehandelt. So hat er Interesse bekundet, für das Amt des Präsidenten der Vereinigten Staaten im Jahr 2020 zu kandidieren. Er gründete die Non-Profit-Organisation Let America Vote, die sich bundesweit gegen Einschränkungen des Zugangs zu Wahlen und gegen Gerrymandering einsetzt, und besuchte für 159 Parteiveranstaltungen 39 Bundesstaaten, darunter einige frühe Vorwahlstaaten. Im Juni 2018 gab er bekannt, sich 2019 für das Amt des Bürgermeisters von Kansas City, der größten Stadt im Westen Missouris, zu bewerben. Im August 2018 erschien sein Buch Outside the Wire: Ten Lessons I’ve Learned in Everyday Courage, in dem er seine Erfahrungen beschreibt und seine Politikvorstellungen erklärt. Er betreibt den politischen Podcast Majority 54. Im Oktober 2018 gab Kander seinen Rückzug von der Wahl zum Bürgermeister bekannt. Er lasse sich wegen Depression und PTSD behandeln.